# Nuits de Hambourg
Pour plus de détails, voir Fiche technique et Distribution.
Nuits de Hambourg (Das Herz von St. Pauli) est un film allemand réalisé par Eugen York sorti en 1957.
Il s'agit de l'adaptation du roman éponyme d’Eberhard von Wiese, publié d'abord en feuilleton dans le Hamburger Abendblatt.

## Synopsis
À Hambourg, l'ancien capitaine Jonny Jensen tient le bar Das Herz von St. Pauli. Populaire auprès des habitués de l'accordéon, l'établissement ne va pas bien ; Jensen doit 6 000 DM à l'administration fiscale. Son fils Hein lui conseille vivement de faire de "Jabo" Jabowski un partenaire commercial. Jabowski a Hein en main, car Hein a passé pour lui en contrebande des biens volés au Danemark. Hein convainc son père d'accepter l'offre de Jabowski.
Le frère de Hein, Fiete, est le commissaire en chef de la police de Hambourg. Il croit reconnaître le partenaire de Jabowski, Tanne, mais ne peut le certifier. En fait, Jabowski a l'intention d'utiliser la cave à rhum des locaux comme lieu de transbordement pour les marchandises passées en contrebande. Il amène Helga Neumann, âgée de 17 ans, en lui promettant un emploi dans le bar.
Pendant ce temps, Tine Jensen tente de convaincre son ami Harry Pingel de lui présenter une proposition. Ses parents étouffés, qui dirigent une fabrique de meubles, ne veulent rien savoir de son mariage avec la fille d’un restaurateur. Après la reconstruction, le capitaine Jensen découvre que Jabowski a transformé le local en une discothèque dans laquelle il souhaite faire apparaître Jensen comme le "dernier chanteur populaire de St. Pauli". Au début, il refuse, mais sa famille peut le convaincre de monter sur scène. En fait, son apparition est un grand succès, mais Jensen se sent vendu. Même sa fille Tine est malheureuse, car ce soir-là, elle est venue avec son ami Harry et ses parents. Surtout sa mère est tout sauf enthousiasmée par les filles légèrement habillées sur scène.
Jabowski tente de séduire Helga, mais elle refuse ses avances. Il la congédie. En larmes, elle raconte l'histoire à Trudchen Meyer, la compagne de Jensen. Jensen dit à Jabowski qu'Helga ne perdra pas son emploi juste parce qu'elle refuse de coucher avec son patron. Helga reste chez les Jensen. Mia, la maîtresse de Jabowski, découvre qu'Helga n'a que 17 ans et n'est donc pas encore autorisée à travailler dans une boîte de nuit. Jalouse de la jeune femme, elle donne un tuyau à la police.
À la demande de sa fille, Jensen se rend le lendemain à Heligoland. Il comprend rapidement pourquoi : il rencontre des membres de l’Association des fabricants de meubles allemands, dont la famille Pingel. Comme il porte son ancien uniforme, il est considéré comme le capitaine. Mme Pingel est ravie de lui. Maintenant, rien ne s'oppose au mariage de Tine et Harry. Pendant ce temps, Tanne a volé une bijouterie à Brême avec quelques cambrioleurs embauchés. Le butin est logé dans des barils de rhum cachés dans le sous-sol du bar.
Fiete vient vérifier le tuyau. Jabowski prétend avoir renvoyé Helga parce qu'elle n'avait pas encore 18 ans et Jensen l'ignorait. Fiete demande à Helga de quitter le bar. Il s'agit d'une dispute entre lui et Hein, qui est maintenant avec Helga. Jensen arrive juste à temps pour empêcher une bagarre. Il interroge Hein, qui avoue avoir apporté trois ans plus tôt un paquet de montres volées à Copenhague. Déçu et en colère contre son fils, Jensen le jette hors de la maison. Hein déménage avec Helga dans un logement délabré, mais comme il n'a pas d'argent, il veut être employé à bord du cargo Orion. Mais la police suit la piste de bijoux volés à destination de Hambourg. Fiete reconnaît l'un des suspects sur une photo, il l'avait vu avec Tanne. La police fouille ensuite les caves des lieux et trouve le butin qu’elle recherche. Lorsque Hein apprend que son père doit être mis en état d'arrestation en tant que complice, il fait face à la police et veut contraindre Jabowski. 
Celui-ci est submergé par ses complices et veut traverser la frontière avec un faux passeport. Quand il veut s'enfuir avec une barcasse (grosse barque), Jensen peut le faire monter à bord et le maîtriser.

## Fiche technique
- Titre français : Nuits de Hambourg[1]
- Titre allemand : Das Herz von St. Pauli
- Réalisation : Eugen York assisté de Joachim Hess
- Scénario : Kurt E. Walter (de), Eberhard von Wiese
- Musique : Michael Jary
- Direction artistique : Mathias Matthies (de), Ellen Schmidt (de)
- Costumes : Erna Sander
- Photographie : Ekkehard Kyrath
- Son : Werner Schlagge
- Montage : Alexandra Anatra (de), Alice Ludwig-Rasch (de)
- Production : Heinz-Günter Sass
- Sociétés de production : Real-Film (de)
- Société de distribution : Europa-Filmverleih
- Pays de production :  Allemagne de l'Ouest
- Langue : allemand
- Format : Couleur - 1,66:1 - Mono - 35 mm
- Genre : Policier
- Durée : 95 minutes
- Dates de sortie :
  - Allemagne de l'Ouest : 20 décembre 1957.
  - France : 16 juin 1961[1].

## Distribution
- Hans Albers : Jonny Jensen
- Hansjörg Felmy : Hein Jensen
- Gert Fröbe : Jabowski
- Jürgen Wilke : Commissaire Fiete Jensen
- Carla Hagen (de) : Tine Jensen
- Camilla Spira : Trudchen Meyer
- Werner Peters : Tanne
- Karin Faber : Helga Neumann
- Peer Schmidt (de) : Harry Pingel
- Mady Rahl : Mia
- Hans Richter : Moses
- Ernst Waldow : Karl Otto Pingel
- Elly Burgmer (de) : Mme Pingel